# Татищев, Дмитрий Николаевич
Граф Дми́трий Никола́евич Тати́щев (22 декабря 1867 (3 января 1868), Санкт-Петербург — 1919, Москва) — ярославский губернатор (1909—1915), последний командир Отдельного корпуса жандармов (1915—1917), генерал-лейтенант (1916).

## Биография
Сын генерала от инфантерии графа Николая Дмитриевича Татищева (1829—1907) от брака с Анной Михайловной Обуховой (1846—1932).
Закончил 1-ю Московскую классическую гимназию, затем 3-е Александровское военное училище, по окончании которого в 1890 году был произведён в чин прапорщика и получил назначение в Несвижский 4-й гренадерский полк, также был прикомандирован к лейб-гвардии Преображенскому полку.
1893 год — исправляющий должность младшего чиновника особых поручений при виленском, ковенском и гродненском генерал-губернаторе с переименованием в поручики и с зачислением по армейской пехоте; 1895 год — исправляющий должность чиновника особых поручений при министре внутренних дел. В 1895 году командирован для занятий в Земский отдел; в мае 1896 года находился в числе чиновников, заведовавших волостными старшинами, вызванными в Москву для присутствования при коронации Николая II; 1896 — переименован в титулярные советники, в 1897 — коллежский асессор.
С 1897 — предводитель дворянства Гжатского уезда Смоленской губернии. 1898 — камер-юнкер.
Ярославский губернатор с 7 июня (фактически 2 августа) 1909 по 20 октября 1915. Действительный статский советник (06.12.1910 — 20.10.1915). В 1912 году был пожалован придворным званием «в должности шталмейстера».
Был почётным членом ряда обществ, в том числе Ярославского общества хоругвеносцев (1909), попечительного общества о доме трудолюбия в Ростове (1909), Вятского Ярославской губернии сельского попечительства детских приютов (1913), Рыбинского округа императорского Российского общества спасения на водах. Был председателем Ярославского управления Российского общества Красного Креста (1910), Ярославского губернского отделения комитета великой княгини Елизаветы Фёдоровны по оказанию благотворительной помощи семьям лиц, призванных на войну (1914), состоял почётным попечителем церковных школ Ярославской епархии (1912). Почётный гражданин Ярославля и Петровска. В Екатерининском доме призрения ближнего были учреждены стипендии имени Дмитрия Николаевича и Веры Анатольевны Татищевых для девочек-сирот.
С 20 октября 1915 года назначен командующим Отдельным корпусом жандармов c переименованием в генерал-майоры (со старшинством с 06.12.1910) и зачислением по армейской пехоте, с оставлением придворного звания «в должности шталмейстера». 6 декабря 1916 года был произведён в чин генерал-лейтенанта, с формулировкой «за отличие» и утверждением командиром Отдельного корпуса жандармов.
10 июня 1917 года числящийся по армейской пехоте командир упраздненного Отдельного корпуса жандармов генерал-лейтенант граф Татищев уволен от службы по прошению с мундиром и пенсией.
14 сентября 1919 года был заключён в Бутырскую тюрьму. Расстрелян большевиками в ночь с 26 по 27 сентября 1919 года как заложник. Жена и двое детей эмигрировали.

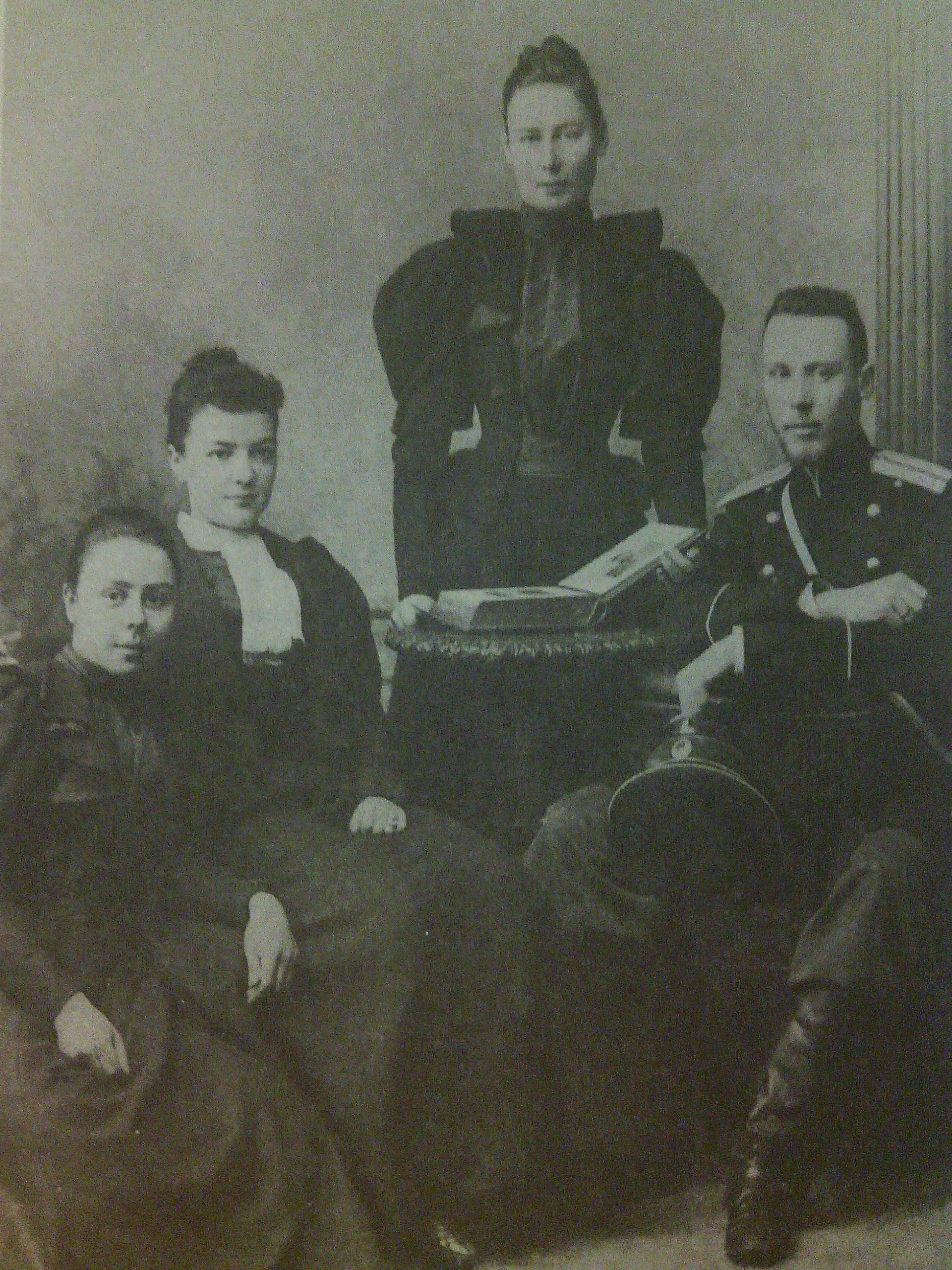
Граф Д. Н. Татищев с женой (вторая слева), и сестрами Наталией и Ниной

## Семья
Был женат с 12 сентября 1893 года на фрейлине Высочайшего Двора Вере Анатольевне (1874—1951), дочери Анатолия Дмитриевича Нарышкина (1829—1883) и обер-гофмейстерины Елизаветы Алексеевны, урождённой княжны Куракиной, сестре генерал-майора К. А. Нарышкина. (1868—1924). Скончалась в эмиграции в Париже.
Дети:
- Елизавета Дмитриевна (1894—1970) — педагог, жила в Москве.
- Николай Дмитриевич (1896—1985) — поэт и прозаик, в эмиграции во Франции с 1920 года. Друг, душеприказчик и хранитель архива Бориса Поплавского.
  - Степан Николаевич (1935—1985), атташе по культуре посольства Франции в Москве.
- Ирина Дмитриевна (1900—1983) — мемуаристка, замужем за князем Н. Э. Голицыным. В эмиграции в Англии с 1932 года.

## Награды
- Орден Святого Владимира 3-й степени (1912);
- Орден Святого Станислава 1-й степени (1914);
- Медаль «В память царствования императора Александра III» (1896);
- Медаль «В память коронации императора Николая II» (1896);
- Медаль «В память 300-летия царствования дома Романовых» (1913).